# Doran (zanger)
Doran, artiestennaam van Georges Darmoise (Kapellen, 26 december 1969), is een Belgische zanger.

## Levensloop en carrière
Darmoise was vroeg in zijn jeugd al bezig met muziek. Op jonge leeftijd studeerde hij af aan de muziekacademie. Darmoise werd beroemd toen hij in 1995 winnaar werd van de Soundmixshow op VTM met het lied Delilah van Tom Jones. Een jaar later scoorde hij zijn grootste hit met Aline, een cover van Christophe.
Na nog een aantal Nederlandstalige singles bracht Darmoise in 2003 een Engelstalig album uit onder de naam George Salinas. Nadien verdween hij uit de schijnwerpers en was hij onder meer jarenlang actief als horecaondernemer. In 2016 maakte hij een comeback in de muziekwereld met het nummer Cara Mia, blijf.

## Discografie

### Albums
| Album met hitnotering(en) in de Vlaamse Ultratop 200 albums | Datum van verschijnen | Datum van binnenkomst | Hoogste positie | Aantal weken | Opmerkingen        |
| ----------------------------------------------------------- | --------------------- | --------------------- | --------------- | ------------ | ------------------ |
| 20 love songs                                               | 2003                  | 01-02-2003            | 9               | 6            | als George Salinas |

### Singles
| Single met hitnotering(en) in de Vlaamse Ultratop 50 | Datum van verschijnen | Datum van binnenkomst | Hoogste positie | Aantal weken | Opmerkingen                             |
| ---------------------------------------------------- | --------------------- | --------------------- | --------------- | ------------ | --------------------------------------- |
| Aline                                                | 1996                  | 04-01-1997            | 14              | 11           | Nr. 2 in de Vlaamse Top 10              |
| Jij bent alles                                       | 1997                  | 31-01-1998            | 38              | 2            | Nr. 3 in de Vlaamse Top 10              |
| Meisje                                               | 1998                  | 18-04-1998            | tip16           | -            | Nr. 8 in de Vlaamse Top 10              |
| Cara Mia, blijf                                      | 2016                  | 25-06-2016            | tip             | -            | Nr. 31 in de Vlaamse Top 50             |
| Liefde overwint                                      | 2017                  | 01-04-2017            | tip             | -            | Nr. 40 in de Vlaamse Top 50             |
| Ik toost op de dag                                   | 2017                  | 23-09-2017            | tip             | -            | Nr. 39 in de Vlaamse Top 50             |
| Stapelgek op jou                                     | 2019                  | 10-08-2019            | tip             | -            | met Ellis / Nr. 41 in de Vlaamse Top 50 |
| Voor altijd samen                                    | 2019                  | 11-01-2020            | tip             | -            | met Ellis / Nr. 38 in de Vlaamse Top 50 |